# Tomotaka Kitamura
Tomotaka Kitamura (北村 知隆 Kitamura Tomotaka?, nacido el 27 de mayo de 1982 en Yokkaichi) es un exfutbolista japonés. Jugaba de delantero y su último club fue el Montedio Yamagata de Japón.

## Trayectoria

### Clubes
| Club              | País  | Año         |
| ----------------- | ----- | ----------- |
| Yokohama FC       | Japón | 2001 - 2006 |
| Montedio Yamagata | Japón | 2007 - 2012 |

## Estadística de carrera

### J. League
| Club              | Año   | J. League | J. League | Copa J. League | Copa J. League | Total | Total |
| Club              | Año   | Part.     | Goles     | Part.          | Goles          | Part. | Goles |
| ----------------- | ----- | --------- | --------- | -------------- | -------------- | ----- | ----- |
| Yokohama FC       | 2001  | 15        | 3         | 0              | 0              | 15    | 3     |
| Yokohama FC       | 2002  | 19        | 2         | -              | -              | 19    | 2     |
| Yokohama FC       | 2003  | 17        | 1         | -              | -              | 17    | 1     |
| Yokohama FC       | 2004  | 30        | 2         | -              | -              | 30    | 2     |
| Yokohama FC       | 2005  | 30        | 5         | -              | -              | 30    | 5     |
| Yokohama FC       | 2006  | 32        | 2         | -              | -              | 32    | 2     |
| Montedio Yamagata | 2007  | 43        | 8         | -              | -              | 43    | 8     |
| Montedio Yamagata | 2008  | 39        | 5         | -              | -              | 39    | 5     |
| Montedio Yamagata | 2009  | 29        | 2         | 1              | 1              | 30    | 3     |
| Montedio Yamagata | 2010  | 33        | 5         | 6              | 0              | 39    | 5     |
| Montedio Yamagata | 2011  | 5         | 0         | 0              | 0              | 5     | 0     |
| Montedio Yamagata | 2012  | 3         | 0         | -              | -              | 3     | 0     |
| Total             | Total | 295       | 35        | 7              | 1              | 302   | 36    |

## Palmarés

### Títulos nacionales
| Título    | Club        | País  | Año  |
| --------- | ----------- | ----- | ---- |
| J2 League | Yokohama FC | Japón | 2006 |